# Castetsia dispar
Castetsia dispar är en insektsart som beskrevs av Bolívar, I. 1902. Castetsia dispar ingår i släktet Castetsia och familjen torngräshoppor. Inga underarter finns listade i Catalogue of Life.